# Distretto di Uzda
Il distretto di Uzda (in bielorusso Уздзенскі раён?) è un distretto (raën) della Bielorussia appartenente alla regione di Minsk.